# De Bellinga's: Pretpark op stelten
De Bellinga's: Pretpark op stelten is een Nederlandse familiefilm uit 2024, het is de derde film die draait rondom de familie Bellinga. Net als de voorgaande twee films is deze geregisseerd door Armando de Boer.

## Verhaal
Terwijl Buuf Bets bezig is met het trainen van Daniël Bellinga voor de Coolste vader van het jaar, wordt er bij haar aangebeld. Haar broer staat op de stoep. Hij heeft het te druk met de voorbereidingen voor de wedstrijd om op zijn hond te passen. Hij haalt haar over op de hond te passen. Als de hond bij de familie Bellinga een ravage aanricht, wil Bets dat haar broer de hond terugneemt. Hij komt met een beter aanbod. Bets en de familie Bellinga mogen wel in zijn park komen logeren als ze daar op de hond passen. Bets en de Bellinga's gaan akkoord.
Aangekomen in het pretpark worden Luan en Lucilla al snel bevriend met Bink, de zoon van de pretparkdirecteur. Als ze op rondkijken in het park ontdekken ze een verlaten circustest. Met hulp van Bink krijgen ze toestemming om daar een show op te voeren voor de parkbezoekers.
Ondertussen moeten de boeven uit de 1e film (Sam en Bram) in het pretpark werken als taakstraf, waarbij ze vervroegd vrijkomen als ze dit goed doen. Echter hebben zij andere plannen. Terwijl iedereen naar de Coolste vader van het jaar wedstrijd is, willen zij het geld stelen dat de mensen betaald hebben voor toegang tot het park.
Als ze betrapt worden door Bink, roept deze de hulp in van Luan om ze tegen te houden.

## Rolverdeling
| Acteur              | Personage    | Opmerking                          |
| ------------------- | ------------ | ---------------------------------- |
| Luan Bellinga       | Zichzelf     |                                    |
| Lucilla Bellinga    | Haarzelf     |                                    |
| Luxy Bellinga       | Haarzelf     |                                    |
| Lucius Bellinga     | Zichzelf     |                                    |
| Fara Bellinga       | Haarzelf     |                                    |
| Daniël Bellinga     | Zichzelf     |                                    |
| Hetty Heyting       | Buuf Bets    |                                    |
| Loïc Evenblij       | Bink         | Neefje Buuf Bets                   |
| Rienus Krul         | Bram         |                                    |
| Rian Gerritsen      | Sam          |                                    |
| Patrick Stoof       | Leo          | Broer Buuf Bets / pretparkeigenaar |
| Sergio IJssel       | Beveiliger   |                                    |
| Sanne Langelaar     | Agent        |                                    |
| John Kraaijkamp jr. | Buurman John |                                    |
| Steven Kazàn        | Zichzelf     |                                    |
| Alexandra Alphenaar | Juf Sophie   |                                    |
| Jandino Asporaat    | Zichzelf     |                                    |
| Salsa               | Loebas       | Hond                               |
| Buddy Vedder        | Luca         | stem                               |